# Koji Takei
Koji Takei (em japonês:  竹井 昂司, Takei Koji; Quioto, 30 de julho de 1990) é um jogador de polo aquático japonês.

## Carreira
Takei integrou a Seleção Japonesa de Polo Aquático que ficou em décimo segundo lugar nos Jogos Olímpicos de 2016.